# 西班牙柏木
西班牙柏木（学名：Cedrela odorata），又名南美香椿或煙洋椿，是一種南美楝屬植物。

## 分類
西班牙柏木屬於南美楝属，南美楝属自1960年以來就進行過兩次重要的改組。最近一次的是將大部份的物種減少，只餘下7種。西班牙柏木包攬了其他28個物種，包括墨西哥洋椿（C. mexicana），這使西班牙柏木成為了有多個變種的物種。

## 分佈
西班牙柏木分佈在由北緯26°墨西哥太平洋海岸的亞熱帶或熱帶潮濕及季節性乾旱的森林開始，遍及整個中美洲及加勒比地區，至南緯28°南美洲阿根廷的低地及海拔1200米的山腳處。它們喜歡生長在排水良好的土壤，經常在石灰岩上。它們可以忍耐長的乾旱季節，但卻在雨量高於3000毫米的地區不怎麼茂盛。它們一般會散佈在半常綠或半落葉的森林。其近親的桃花心木很多時會與它們一同生長，且同樣面對同一害蟲的破壞。

## 特徵
西班牙柏木是雌雄同體的半落葉樹，高10-30米。樹皮呈深灰褐色，有不規則的橫粒狀紋。葉子呈羽狀，組合至樹枝末端，長15-50厘米，成對的小葉子呈鐮刀狀，長7-15厘米，闊3-5厘米，基部並不對稱。

## 木材
西班牙柏木是最廣泛分佈的南美楝屬物種，也是最重要的木材。其有香味的木材，天生具抗白蟻及腐壞的能力，故需求甚殷。其木材的外觀吸引，略為輕身（比重只有0.4），主要用在存放衣物的傢俱上。其心材含有有香味及抗昆蟲的樹脂。處理西班牙柏木很容易，可以做出品質優良的膠合板及薄片，若能加以種植，則會更廣泛使用。它們也會被用在養蜂的結構上，有時在樂器上也可以見到它們的薄片。

## 外部連結
- Cedro Hembra, Spanish-Cedar （页面存档备份，存于）